# Real Fábrica de Abanicos

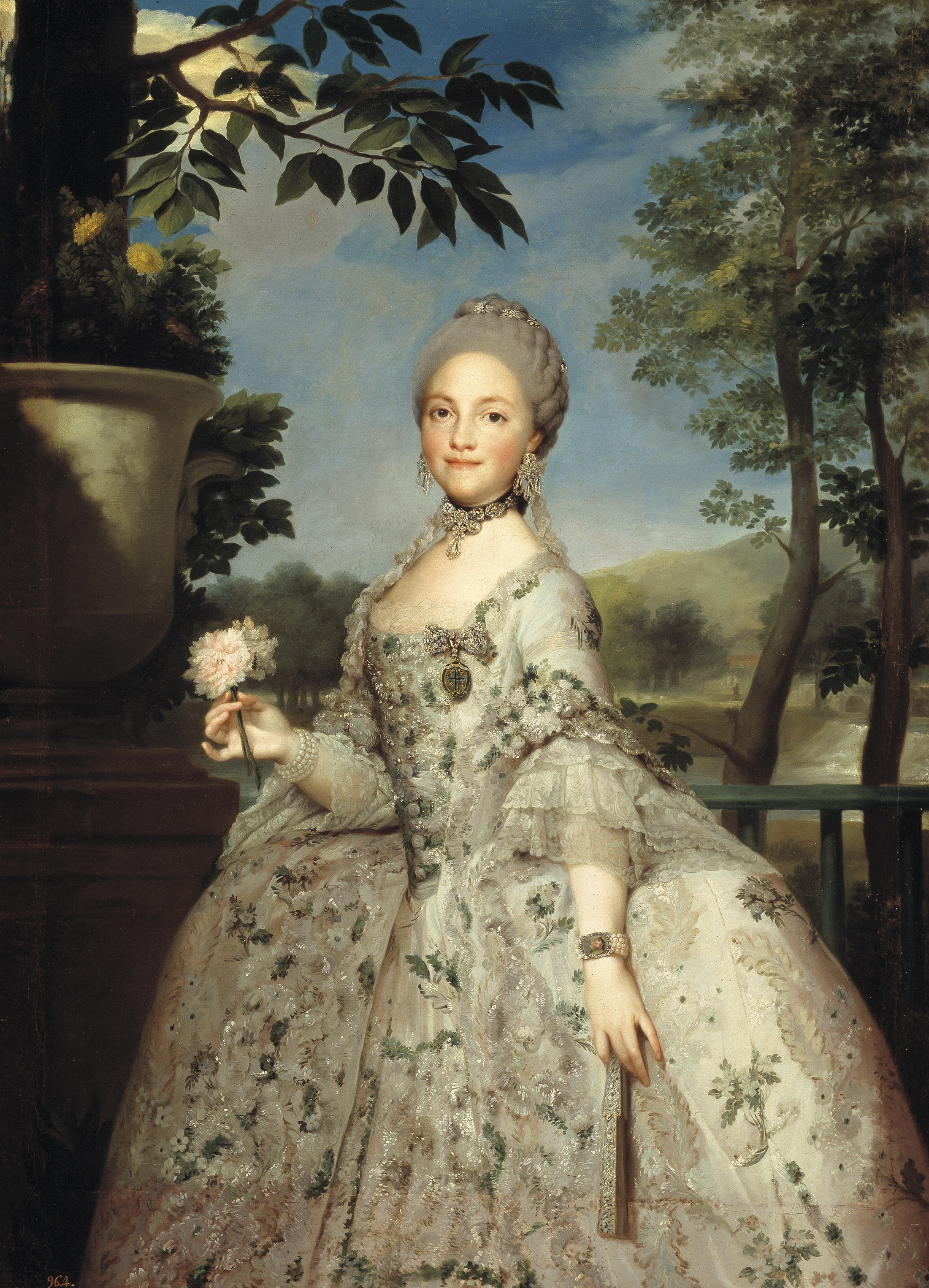
María Luisa de Parma, por Anton Raphael Mengs.

La Real Fábrica de Abanicos de Valencia (España) fue una manufactura real, dedicada a la producción de abanicos.
Fundada en el siglo XVIII, le fue concedido en 1797 a Josef Erans y Nicolau el privilegio de ostentar el escudo real en la fábrica. Con esta denominación aparece en una relación de las fiestas que la ciudad de Valencia celebró en 1802, con motivo de la visita de Carlos IV de España y María Luisa de Parma. Estaba instalada en la plaza de Cajeros.
"Como Real fábrica mantuvo su actividad durante más de 20 años" y fue posiblemente el origen de una importante industria abaniquera en la provincia, regulada por el gremio de abaniqueros creado a principios del siglo XIX, que aún perdura en la actualidad.